# Erstausbeute
Als Erstausbeute (englisch first pass yield, Abkürzung: FPY) wird in der Produktionswirtschaft derjenige Anteil an der Produktion bezeichnet, der bereits im ersten Produktionsprozess ohne Fehler hergestellt wurde. Pendant ist die Fehlproduktion.

## Allgemeines
Vor allem in der Massenproduktion ist die Erstausbeute von Bedeutung, weil hier im Gegensatz zur Einzelfertigung Personal und Produktionsanlagen eine große Zahl identischer oder ähnlicher Produkte innerhalb eines Zeitraumes herstellen und die Wahrscheinlichkeit von Produktionsfehlern höher ist. Erstausbeute betrifft sowohl Fertigerzeugnisse, Bauteile, Halbfabrikate als auch Zwischenprodukte. Voraussetzung ist, dass diese Produkte nach dem ersten Durchlauf des Herstellungsprozesses alle definierten Anforderungen an die Produktqualität erfüllen und keine Nacharbeit oder Reparatur erfordern. Die Erstausbeute lässt sich für jeden detaillierten Arbeitsvorgang ermitteln, so dass bereits bei der Annahme von Aufträgen oder Bestellungen der fehlerfreie Anteil berechnet werden kann.

## Berechnung
Die betriebswirtschaftliche Kennzahl der Erstausbeute {\displaystyle FPY} ergibt sich aus der Gegenüberstellung der fehlerfreien Produkte {\displaystyle P_{f}} und der Gesamtzahl der Produkte {\displaystyle P}:
{\displaystyle FPY={\frac {P_{f}}{P}}\cdot 100}.
Die {\displaystyle FPY} ist damit eine Unterart des Fehlerquotienten. Steigt die Gesamtproduktion, erhöht sich bei gegebener Erstausbeute der Anteil der Fehlproduktion.
Als Endausbeute (englisch Final Yield, FY) wird nach der Six-Sigma-Methodologie der Gesamtanteil aller fehlerfreien Produkte – einschließlich Nacharbeiten oder Reparaturen – bezeichnet.

## Fertigungsstufen
Besteht ein Produktionsprozess aus mehreren Fertigungsstufen, kann die Erstausbeute für jede Stufe gesondert ermittelt werden:
| Fertigungsstufe (FS) | Anzahl Produkte                | Erstausbeute (FPY) |
| -------------------- | ------------------------------ | ------------------ |
| FS 1                 | 100 Stück, davon 10 fehlerhaft | 90 %               |
| FS 2                 | 090 Stück, davon 10 fehlerhaft | 89 %               |
| FS 3                 | 080 Stück, davon 05 fehlerhaft | 94 %               |
| FS 4                 | 075 Stück, davon 05 fehlerhaft | 93 %               |

Daraus ergibt sich der gesamte FPY wie folgt:
{\displaystyle {\mbox{FPY}}_{FS1}\cdot {\mbox{FPY}}_{FS2}\cdot {\mbox{FPY}}_{FS3}\cdot {\mbox{FPY}}_{FS4}=0{,}90\cdot 0{,}89\cdot 0{,}94\cdot 0{,}93=0{,}70}
Entsprechendes gilt für die gesonderte Ermittlung von Endausbeuten.

## Wirtschaftliche Aspekte
Die Erstausbeute gehört in Unternehmen organisatorisch zum Produkt- und Qualitätsmanagement und zur Qualitätssicherung. Durch diese Funktionen wird sichergestellt, dass Arbeitsvorgänge und Produkte kontrolliert und mit dem Idealzustand verglichen werden, um Fehler und Schwachstellen aufzudecken. Ziel ist eine möglichst fehlerfreie Produktion.
Je schlechter die Erstausbeute ist, umso größer sind die Nacharbeiten an fehlerhaften Produkten, um diese fehlerfrei zu machen. Im Produktionsprozess führen Nacharbeiten entweder dazu, dass die fehlerhaften Produkte fehlerfrei werden oder sie bleiben fehlerhaft und werden Ausschuss genannt. Je höher die Erstausbeute ist, umso geringer sind die Fehlerkosten und etwaige Fehlerfolgekosten. Nicht erkannte fehlerhafte Produkte führen zu Personen- und/oder Sachschäden bei Verbrauchern oder deren Eigentum oder zu Rückrufaktionen, welche das Image oder die Reputation der Hersteller schädigen können.